# Rio Büchler
Pour les articles homonymes, voir Büchler.
Le rio Büchler est un fleuve brésilien de l'État de Santa Catarina. Il marque la frontière nord entre les municipalités de Florianópolis et São José, traversant les quartiers de Jardim Atlântico (à Florianópolis) et Barreiros (à São José). Il se jette ensuite dans l'océan Atlantique, dans la baie Nord.